# Кадыржанов, Камал Кадыржанович
Камал Кадыржанович Кадыржанов (каз. Қамал Қадыржанұлы Қадыржанов; 5 декабря 1906, аул Тансык, Российская империя (ныне Аягозский район, Восточно-Казахстанская область, Казахстан) — 5 ноября 1981, Алматы, КазССР, СССР) — советский казахский инженер, заслуженный металлург КазССР (1968).

## Биография
В 1920 году по распределению от комсомола поступил на рабфак в Казани. В 1932 году с отличием окончил Московский институт цветных металлов и золота. В ленинградском институте «Гипроцветмет» в составе группы под руководством профессора М. Оболдуева проектировал Балхашский горно-металлургический комбинат. Осенью 1932 года командирован в «Прибалхашстрой» на просмотр и оценку местности для строительства комбината. В марте 1933 года участвовал в опытно-исследовательских разработках по обогащению окисленной и сульфидной руды Коныратского месторождения. В 1933 году избран членом бюро райкома комсомола, с 1936 года — крайкома комсомола. Организовывал школы ликбеза и преподавал там.
В 1933—1941 годах — инженер Балхашского горно-металлургического комбината, директор обогатительной фабрики. В 1941—1942 годах министр промышленности Казахстана, в 1942—1944 годах участник Великой Отечественной войны. В 1944—1950 годах заместитель председателя областного совета Талдыкорганской и Карагандинской областей. В 1950—1956 годах начальник управления угольного треста в г. Ленгер, в 1956 начальник управления Министерства цветной металлургии Казахстана. С 1957—1965 годах ответственный сотрудник городского совета Алматы, в 1965—1976 годах (до пенсии) начальник главного управления медной и алюминиевой промышленности Министерства цветной металлургии Казахстана.
Скоропостижно скончался от обширного инфаркта 5 ноября 1981 года.
Участвовал в усовершенствовании горно-обогатительных технологий, упрощении процесса обогащения медно-молибденовых месторождений, использовании высокоэффективной флотации реагентов.
Жена : Кунаева Маймуна Ахмедовна
Дети : Еркин, Алтай, Кайрат
Внуки : Анель , Асел, Дастан, Лейла, Инкар, Дана
Правнуки : Алуа, Адина, Аяна, Ален, Алашхан, Камал, Амина, Бинура, Сулеймен , Эмир и Асия
Праправнук : Амирали

## Признание и награды
- Почётное звание «Заслуженный металлург КазССР»;
- Награждён орденом Ленина, Трудового Красного Знамени, «Знак Почёта»[4], Отечественной войны II степени;
- Награждён медалями и почётными грамотами СССР и КазССР;
- Упоминается в произведениях М. Ауэзова, А. Азиева (роман «Жер жарасы»), С. Санбаева («Площадка», «Карьер»), Р. Кенбаева («Люди медного гиганта»), ему посвящены стихотворения акынов Х. Ергалиева, Д. Абилева, К. Салыкова;
- Учреждённый руководством БГМК в 1996 году приз для лучших инженерно-технических работников комбината и рудников носит имя Камала Кадыржанова;
- У стен фабрики и дома, где жил Кадыржанов, установлены мемориальные плиты;
- Решением исполнительного комитета Балхашского Совета народных депутатов от 27 января 1982 одной из улиц города Балхаш было присвоено имя Кадыржанова[6][7][8].
- Решением ХI-й сессии маслихата города Алматы IV-го созыва от 2 июля 2008 года № 130 и постановлением акимата города Алматы от 14 июля 2008 года № 3/559 одной из новых улиц микрорайона «Калкаман-2» города Алма-Ата было присвоено имя Кадыржанова[9][10].